# Forrådsgrube
Forrådsgruber var underjordiske gruber, der hyppigt i fortiden er brugt for at beskytte frø til næste års afgrøder og overskudsmad fra at blive spist af insekter og gnavere. De underjordiske gruber kunne være forede og overdækkede for eksempel med plader af sten og bark og tæt forseglet med adobe, et lermateriale der stadig benyttes til husbyggeri.

## Japan
I Sannai-Maruyama-området i Aomori i det nordlige af øen Honshu i Japan er der fundet forrådsgruber, der blev brugt af jæger-samlere ved overgangen fra nomadisk livsstil til et liv i landsbyer omkring 3900 f.Kr. til 2900 f.Kr. Store forrådsgruber blev bygget under jorden for at skjule deres tilstedeværelse, en metode anvendt af nomadiske befolkningsgrupper i mange dele af verden.

## England
I Worlebury Camp − et voldsted (en: 'hill fort') nord for byen Weston-super-Mare i Somerset, England −   er der fundet 93 forrådsgruber fra jernalderen, hvor gruberne var udgravet i fundamentet til tårnet (en: 'the keep'). En var beregnet til beskyttelse eller forsvar, 74 var placeret uden for tårnet, men stadig inden for de ydre mure.   Indbyggerne brugte dem til opbevaring af korn, hvilket fremgår af kerner af byg og hvede og af de skår af gryder, der blev fundet i gruben. Man har også fundet rester af brændte vævede kurve dateret til 2. eller 1. århundrede f.Kr., slynger og håndtene (spindler) tæt på landsbyen Worle.  
Resterne af menneskelige skeletter blev fundet i 18 af gruberne, hvoraf 10 af dem viste tegn på en voldsom død.

## New Zealand
Forrådsgruber hos maorierne er stadig synlige mange steder i New Zealand. 
 
Gruber blev udgravet i bløde klippeoverflader samt i jorden, især i pā som er befæstede maorilandsbyer. Maorikulturens forrådsgruber kan forveksles med gruber til krigsformål og med gruber, der blev udgravet for at udtrække dræningsmateriale, især på gamle flodterrasser, hvor pimpsten var aflejret. Pimpstenen blev blandet med tungere jord for at fremme dræningen så man kunne dyrke kumara, Ipomoea batatas en sød kartoffel som var den vigtigste grøntsagsafgrøde hos maorifolket efter omkring 1500. Maoriernes betegnelse for forrådsgruber er rua. Ved en udgravning fandt man en sådan forrådsgrube på den skrånende bred af floden Waikato på Nordøen under Waikato Museum i begyndelsen af 2012.[kilde mangler]

## USA

### North Dakota
I Huff Village State Historic Site (32MO11) på vestsiden af Missouri River i Morton County er der fundet forrådsgruber til majs og andre afgrøder. Skjult under jorden i passagerne mellem byindianernes jordhytter fra 1400-tallet findes der måske 2000 gruber, svarende til cirka 20 per hytte.:139  Gruberne er omkring 1.5 meter dybe og 1 meter i diamenter:136  med en opbevaringsplads på omkring 1.2 kubikmeter.:139  Gennem århundreder var denne form for oplagring af tørret majs og andre afgrøder i mere eller mindre klokkeformede huller brugt af mandanerne og hidatsaerne, der holder til i North Dakota.:64 
I historisk tid blev gruben gravet ved hjælp af en hakke med et kort træskaft påsat et skulderblad af en bison. To kvinder hjalp hinanden; en stod i gruben og gravede hullet, mens den anden stod på hyttegulvet og bar jorden væk. Det tog næsten tre dage at få gruben dyb og bred nok.:88  Siderne blev dækket med tørt græs og bunden med først pilegrene, så græs og til sidst et skind. Toppen var forseglet med (nedefra og op) skind, et tykt lag græs, brædder, græs igen, et skind, jord og allerøverst jord og aske som camouflage.:87 
En familie åbnede en grube ved behov, tog forråd til flere dage op og lukkede ned til gruben igen. En stige var nødvendig for at nå bunden af de rummeligste gruber, der var to meter dybe.:19  Under dagelange jagtture væk fra hytten gemte familierne også ting af værdi i gruberne.:264 
Trods anstrengelserne for at holde placeringen af de underjordiske lagre skjult, lykkedes det til tider fjender at finde dem og tømme dem.:95 

### South Dakota
I Jones’ Village (39CA3) ved østbredden af Lake Oahe i det nordligste South Dakota har arkæologer fundet forrådsgruber konstrueret i byens passager.:74  Byen blev anlagt engang i 1100-tallet.:111  Praktisk talt alle jordhytter bygget af majsdyrkende byindianere i South Dakota havde skjulte, underjordiske majsdepoter enten inde i familiehjemmet eller lige udenfor.

## Galleri
| - Korngrube fra jernalderen i Negev, rekonstrueret ved Derech Hadorot, Hecht Museum, Haifa - Forrådsgrube fra Worlebury, Weston-super-Mare i Somerset, England. - Hullet ned til en dyb grube i en rekonstrueret mandan-hytte med en stige (North Dakota) - Forrådsgrube som lavet af hidatsaer |